# Treseta
Treseta és el nom amb que són coneguts dos tipus de moneda de billó de valors i característiques diferents, però que prenen el seu nom del fet de ser múltiples de tres.

## Treseta valenciana
Moneda de billó de València emesa el 1710 i 1711 a nom de Felip V amb valor equivalent a tres diners. Malgrat que mantén la terminologia monetària tradicional valenciana, el seu aspecte es el d'una moneda castellana.

## Treseta mallorquina
Moneda de billó de Mallorca emesa els anys 1722, 1723 i 1724 a nom de Felip V i l'any 1724 a nom de Lluís I, amb un valor equivalent a 3 doblers o a 6 diners o a mig sou. Va ser la primera moneda mallorquina de billó en portar data i malgrat la castellanització del seu aspecte, conserva la creu llatina típica del sistema monetari mallorquí integrada en l'escut.

## Confusió terminològica
La coincidència en el nom i la manca de comprensió dels aspectes diferencials, la base diner de la moneda valenciana i de la base dobler de la mallorquina, afegit al fet que la moneda valenciana de sis diners, coetània, prenia el nom de sisó ha fet que a vegades s'hagi fet servir el terme "seiseno" per designar la treseta mallorquina, denominació que no existeix en la documentació històrica mallorquina.